# Rafinha Bastos
Rafael Bastos Hocsman, meglio conosciuto come Rafinha Bastos (Porto Alegre, 5 dicembre 1976), è un comico e attore brasiliano.